# Liste der Monuments historiques in Vitry-en-Montagne
Die Liste der Monuments historiques in Vitry-en-Montagne führt die Monuments historiques in der französischen Gemeinde Vitry-en-Montagne auf.

## Liste der Immobilien
| Bezeichnung      | Beschreibung                             | Standort                    | Kennzeichnung | Schutzstatus | Datum | Bild           |
| ---------------- | ---------------------------------------- | --------------------------- | ------------- | ------------ | ----- | -------------- |
| Kirche St-Martin | Chorraum mit Dekoration, 16. Jahrhundert | Rue de l’Église (Lage)      | PA00079279    | Inscrit      | 1929  | weitere Bilder |
| Pfarrhaus        | aus dem 18. Jahrhundert                  | 18 rue des Cerisiers (Lage) | PA00079280    | Inscrit      | 1929  |                |

## Liste der Objekte
| Bezeichnung                        | Beschreibung                                                                        | Standort                       | Kennzeichnung | Schutzstatus | Datum | Bild |
| ---------------------------------- | ----------------------------------------------------------------------------------- | ------------------------------ | ------------- | ------------ | ----- | ---- |
| Skulptur Taufe Christi             | Stein, 18. Jahrhundert                                                              | in der Kirche St-Martin (Lage) | PM52001285    | Classé       | 1931  |      |
| Skulptur Madonna mit Kind          | Holz, farbig gefasst, 18. Jahrhundert                                               | in der Kirche St-Martin (Lage) | PM52001290    | Classé       | 1965  |      |
| Skulptur König David mit der Harfe | Stein, 18. Jahrhundert                                                              | in der Kirche St-Martin (Lage) | PM52001286    | Classé       | 1931  |      |
| Skulptur Heiliger Martin (1)       | Holz, farbig gefasst, 18. Jahrhundert                                               | in der Kirche St-Martin (Lage) | PM52001289    | Classé       | 1965  |      |
| Skulptur Heiliger Martin (2)       | Aufsatz eines Prozessionsstabs; Holz, farbig gefasst und vergoldet, 18. Jahrhundert | in der Kirche St-Martin (Lage) | PM52001668    | Inscrit      | 1978  |      |
| Gemälde Heilige Familie            | Ölfarbe auf Leinwand, um 1650, Jean Tassel zugeschrieben                            | in der Kirche St-Martin (Lage) | PM52001287    | Classé       | 1965  |      |
| Hauptaltar                         | Holz, farbig gefasst und vergoldet, 18. Jahrhundert                                 | in der Kirche St-Martin (Lage) | PM52001288    | Classé       | 1965  |      |
| Vier Kämpfer                       | Stein, farbig gefasst, 16. oder 17. Jahrhundert                                     | in der Kirche St-Martin (Lage) | PM52001902    | Inscrit      | 1929  |      |